# Hiller Automobilfabrik
Die Hiller Automobilfabrik AG war ein deutscher Hersteller von Automobilen.

## Unternehmensgeschichte
Das Unternehmen aus Berlin übernahm 1924 von der in Konkurs geratenen Ego-Werke AG die Baurechte an einem Modell und begann mit der Produktion von Automobilen. Der Markenname lautete Hiller. 1925 ging das Unternehmen in Konkurs. Die neu gegründete Ego-Autobau GmbH übernahm die Herstellungsrechte.

## Fahrzeuge
Das einzige Modell war der 5/25 PS. Er entsprach dem gleichnamigen Modell von Ego. Für den Antrieb sorgte ein Vierzylindermotor mit OHV-Ventilsteuerung und 1320 cm³ Hubraum. Das Fahrzeug bot vier Personen Platz und verfügte bereits über Vierradbremsen.